# La Renverse
La Renverse est un roman d'Olivier Adam publié en 2016.

## Résumé
Antoine, vivant désormais en Bretagne, apprend la mort de Jean-François Laborde, élu maire et sénateur ayant dû démissionner de sa mairie à la suite d'un scandale d'agression sexuelle. La mère d'Antoine, Cécile, alors son adjointe et amante soupçonnée, avait été elle aussi mise en examen pour sa participation à l'agression. Antoine à l'époque fuit la maison et se réfugie souvent chez son ami Nicolas. Camille, son frère cadet, qui ne supporte plus cette tension dans l'attente du procès finit par partir chez la sœur de leur mère et à sa majorité fuit définitivement au Québec. Antoine de son côté se rapproche de Laetitia, la fille de Laborde. Ils fuient, comme Camille, ce quotidien et s'installent dans la maison du grand-père paternelle de Laetitia en Bretagne. Après quelques mois, Laetitia s'évapore. Olivier reste et rejoint, après l'enterrement de Laborde,  Camille au Québec.

## Origine
La fiction s'inspire librement de l'affaire Georges Tron[réf. nécessaire].

## Réception
Les avis sont variés,.